# Carlota Ferreira (libro)
Carlota Ferreira es el noveno libro del autor uruguayo Diego Fischer. Publicado por Editorial Sudamericana el 16 de noviembre de 2015.

## Reseña
«Carlota Ferreria. Retrato de una mujer que se inventó.» Es una novela basada en la investigación realizada por el autor en Uruguay, Argentina y Europa, que aporta nuevos datos sobre su protagonista Carlota Ferreira (1838 - c. 1912). La protagonista fue una mujer transgresora de los cánones de la época. Inmortalizada por Juan Manuel Blanes en 1883, su retrato es un ícono del arte uruguayo. La tapa del libro es un fragmento del famoso cuadro que pintó Blanes en 1883 muestra a la viuda de Regunaga opulenta, la cintura ceñida por un corsé asfixiante le resalta el busto. Blanes sitúa la línea del horizonte convencional académico hacia la parte inferior del cuadro, destacando las cualidades de la figura femenina tratadas con suntuosidad pictórica el retratando el ideal de belleza femenino de la época. La atmósfera radiante la acerca al clima luminoso del modernismo, aunque conserva el tratamiento académico y estrictas formas en su lenguaje plástico. El retrato de Carlota se encuentra en exhibición permanente en el Museo Nacional de Artes Visuales.
Carlota fue la modelo del cuadro Demonio, mundo y carne realizado por Blanes en 1886. El cuadro muestra a una ninfa desnuda yaciendo sobre la misma tela utilizada como fondo en el retrato de la viuda de Regunaga, cubriéndose el rostro como sorprendida en su intimidad. La alegoría demoniza los vicios y peligros que, según Blanes, amenazaban la moral burguesa de la época. El cuadro fue seleccionado para la Exposición Universal de París de 1900, y fue donado al Museo Juan Manuel Blanes por la Familia Ilarraz en 1975. Se encuentra en exposición permanente en la sala dedicada al pintor, junto a otras obras del artista.
El libro fue presentado en noviembre de 2016 el Museo Blanes en Uruguay, donde se pueden ver algunos de los cuadros descriptos en el libro.
El libro fue galardonado con el Premio Libro de Oro otorgado por la Cámara Uruguaya del Libro, Fischer obtiene así este galardón tres veces. Por Al encuentro de las tres Marías, la biografía de Juana de Ibarbourou en 2009 y en 2014 por Serás mía o de nadie, sobre la verdadera muerte de Delmira Agustini. Se anunció que el libro de Carlota Ferriera sería llevado a televisión.